# Jan Mandijn
Jan Mandijn o Mandyn (Haarlem, c. 1500 – Anvers, c. 1560) fou un pintor neeerlandès actiu principalment a Anvers (Flandes), especialitzat en quadres amb escenes fantàstiques i grotesques a la manera d'El Bosco.

## Biografia
Poc se sap de la seva vida; algunes fonts precisen que va néixer el 1502, però comunament el seu naixement es data cap a 1500.
Es va establir a Anvers el 1530, on va conviure per un temps amb Pieter Aertsen. Registrat en el gremi de Sant Lluc entre 1530 i 1557, aviat es va fer famós per les seves escenes sorprenents recreant les d'El Bosco, igual que un altre seguidor d'aquest mestre: Pieter Huys. Un dels seus temes predilectes era el de Les temptacions de sant Antoni, que permetia incloure figures diabòliques.
El 1549, va col·laborar en la decoració dels arcs de triomf aixecats amb motiu de la visita de Felip II a Anvers. Va tenir dos deixebles després famosos com a artistes independents: Gillis Mostaert i Bartholomeus Spranger.

## Galeria
|  |  |